# Raymond Schouten
Raymond Schouten (Waardhuizen, 15 de marzo de 1985) es un expiloto de motociclismo de velocidad, que compitió en el Campeonato del Mundo desde 2002 hasta 2006.

## Biografía
Schouten inició su actividad deportiva en las minimotos. Después de haber participado en los campeonatos nacionales de Holanda se le ofrece la posibilidad de participar en el Mundial con una piloto invitado para el Gran Premio de los Países Bajos en la categoría de 125 sin conseguir puntuar. Volvería a repetir la experiencia en el mismo circuito en 2003 con idéntico resultado.
En 2004 y 2005, Schouten pudo tener continuidad al participar durante toda la temporada, aunque no consiguió puntuar en ninguna de las dos temporadas. Su última participación en el Mundial de Motociclismo fue en 2006 con una única carrera en Gran Premio de los Países Bajos de 250cc, acabando en la vigésima posición.
Schouten también participó en otras competiciones como en el Campeonato de Europa de Superstock 1000 de 2007 y 2009.

## Resultados en el Campeonato del Mundo
Sistema de puntuación de 1993 hasta 2022:
| Posición | 1.º | 2.º | 3.º | 4.º | 5.º | 6.º | 7.º | 8.º | 9.º | 10.º | 11.º | 12.º | 13.º | 14.º | 15.º |
| Puntos   | 25  | 20  | 16  | 13  | 11  | 10  | 9   | 8   | 7   | 6    | 5    | 4    | 3    | 2    | 1    |

### Carreras por año
(Carreras en negrita indica pole position, carreras en cursiva indica vuelta rápida)
| Año  | Cat.  | Moto  | 1       | 2      | 3      | 4       | 5      | 6      | 7       | 8       | 9       | 10      | 11     | 12     | 13     | 14     | 15     | 16      | Pts. | Pos. |
| ---- | ----- | ----- | ------- | ------ | ------ | ------- | ------ | ------ | ------- | ------- | ------- | ------- | ------ | ------ | ------ | ------ | ------ | ------- | ---- | ---- |
| 2002 | 125cc | Honda | JAP -   | RSA -  | ESP -  | FRA -   | ITA -  | CAT -  | NED Ret | GBR -   | ALE -   | CZE -   | POR -  | RIO -  | PAC -  | MAL -  | AUS -  | VAL -   | 0    | -    |
| 2003 | 125cc | Honda | JPN -   | RSA -  | SPA -  | FRA -   | ITA -  | CAT -  | NED Ret | GBR -   | GER -   | CZE -   | POR -  | BRA -  | PAC -  | MAL -  | AUS -  | VAL -   | 0    | -    |
| 2004 | 125cc | Honda | RSA Ret | SPA 20 | FRA 28 | ITA Ret | CAT -  | NED 22 | BRA 24  | GER Ret | GBR Ret | CZE 26  | POR 21 | JPN 20 | QAT 24 | MAL 19 | AUS 26 | VAL Ret | 0    | -    |
| 2005 | 125cc | Honda | SPA 23  | POR 30 | CHN 19 | FRA 24  | ITA 26 | CAT 25 | NED Ret | GBR 16  | GER Ret | CZE Ret | JPN -  | MAL -  | QAT -  | AUS -  | TUR -  | VAL -   | 0    | -    |
| 2006 | 250cc | Honda | SPA -   | QAT -  | TUR -  | CHN -   | FRA -  | ITA -  | CAT -   | NED 20  | GBR -   | GER -   | CZE -  | MAL -  | AUS -  | JPN -  | POR -  | VAL -   | 0    | -    |